# Clepsis browni
Clepsis browni es una especie de polilla del género Clepsis, categorizada en la tribu Archipini, de la subfamilia Tortricinae.

## Distribución
Se distribuye por Ecuador.

## Taxonomía
Fue descrita por Razowski & Pelz en 2004 y publicada en (Clepsis), NachrBl. Ent. Ver. Apollo (N.F.) 25: 135.